# Верменич Володимир Миколайович
Володи́мир Микола́йович Верме́нич (3 серпня 1925, Бориси, Глобинський район, Кременчуцька округа, нині — Кременчуцького району Полтавської області — 11 грудня 1986, Київ) — український композитор, хоровий диригент, педагог.

## Життєпис
1934 року сім'я переїхала до Горлівки, потім до міста Сорокине. В евакуації на Уралі спочатку працював на військовому заводі, потім вступив до музичного училища. Його здібності помітили під час призову до армії і направили у музичну команду. У 1943 році написав першу пісню, яку зважився показати іншим. По війні закінчує музичне училище в Луганську.
Закінчив Київську консерваторію по класу хорового диригування (1954) і по класу композиції М. Дремлюги (1970). Викладач співу і керівник хорів у школах Києва (1952–1960), Київського педагогічного інституту (1963–1965). 3аслужений діяч мистецтв УРСР (1976). Член СКУ.

## Родина
- Дочка Верменич Ярослава Володимирівна[1], нар. 1967.

## Твори
- Кантата «Пісня про Буревісника» (за М. Горьким, 1970);
- Хори — «Дніпро-Славутич» (сл. Івана Неходи), «Клятва батькам» (сл. Леоніда Татаренка), «Світанок» (сл. Арсена Каспрука) та ін.;
- Пісні — «Чорнобривці» (сл. Миколи Сингаївського), «Іду я росами» (сл. О. Богачука), «Зіронька донецька» (сл. М. Чернявського), «Я мрію про море» (сл. Володимира Сосюри), «Ти снишся мені, мамо» (сл. Віталія Коротича), «Польова царівна» (сл. Миколи Сома), «На калині мене мати колихала», «Підкручу я чорнії вуса» (обидві на сл. Андрія М'ястківського) та інші; «Спогад» («Цо кому до тего») сл. Ліни Костенко);
- Пісні для дітей.

## Вшанування пам'яті
У місті Глобине вулицю Чайковського 2023-го року перейменували на вулицю Володимира Верменича.